# Casanova (film 2005)
Casanova – film z 2005 roku w reżyserii Lasse Hallströma przedstawiający życie Giacomo Casanovy.

## Opis fabuły
Film opowiada o pobycie Casanovy (Heath Ledger) w Wenecji w 1753 roku. Doża jest życzliwy Casanovie, powszechnie znanemu z rozwiązłości i łóżkowych podbojów, jednak chcąc uniknąć problemów z kościołem, ostrzega Casanovę przed wygnaniem z miasta. Aby temu zapobiec, Casanova musi wkrótce znaleźć żonę.
Casanova zakochał się we Francesce (Sienna Miller), która jest autorką nielegalnych feministycznych książek wydawanych pod nazwiskiem Bernardo Guardi. Jej matka, Andrea Bruni, namawia ją jednak do małżeństwa z Paprizzio (Oliver Platt), otyłym bogaczem z Genui, którego nigdy w życiu nie widziała. Kiedy Paprizzio dociera do Wenecji, Casanova, podszywając się pod nazwisko Bernardo Guardi, oszukuje przybysza i zaprasza go do swojego domu, a sam, udając Paprizzio, udaje się do Francesci.
Następnie Casanova wyznaje swoją prawdziwą tożsamość Francesce. Zostaje aresztowany przez biskupa Pucci (Jeremy Irons) pod zarzutem herezji i rozpusty. Jednakże ratuje Francescę przed więzieniem dalej grając rolę Bernardo Guardi. Jednak podczas procesu Francesca przyznaje się, że to ona jest prawdziwym Guardi i oboje zostają skazani na śmierć. Tuż przed egzekucją na rynku para zostaje uratowana przez ogłoszenie amnestii papieskiej dla wszystkich więźniów mających być zabitych tego dnia, gdyż są to urodziny papieża. Później okazuje się, że „biskupem”, który czytał ogłoszenie, jest ojczym Casanovy, który przybył z jego matką po niego, tak jak to obiecała w dzieciństwie. Bohaterowie uciekają łodzią Paprizzio, zaś brat Francesci, Giovanni (Charlie Cox), zostaje, by kontynuować legendę Casanovy.

## Obsada
- Heath Ledger – Giacomo Casanova
- Sienna Miller – Francesca Bruni
- Jeremy Irons – Pucci
- Oliver Platt – Paprizzio
- Lena Olin – Andrea Bruni
- Omid Djalili – Lupo
- Stephen Greif – Donato
- Ken Stott – Dalfonso
- Helen McCrory – matka Casanovy
- Leigh Lawson – Tito
- Tim McInnerny – Doża
- Natalie Dormer – Victoria
- Charlie Cox – Giovanni Bruni

## Nagrody
- 2006: Nagroda Złota Szpula — Najlepszy montaż muzyki w filmie pełnometrażowym[1]